# Robert Manzon
Robert Manzon (n. 12 aprilie 1917, Marsilia – d. 19 ianuarie 2015, Cassis,la 98 de ani ) a fost un pilot francez de Formula 1 care a evoluat în Campionatul Mondial între anii 1950 și 1956.
1. 1 2 3 4  Fichier des personnes décédées mirror, accesat în 23 mai 2021
2. ↑  Robert Manzon, accesat în 9 octombrie 2017
3. ↑  Robert Manzon, Autoritatea BnF